# 圣欧莱-皮芒古
圣欧莱-皮芒古（法語：Saint Aulaye-Puymangou，法語發音：[sɛ̃.t‿olɛ pɥimɑ̃ɡu]）是法国多尔多涅省的一个市镇，属于佩里格区。该市镇于2016年由原市镇圣欧莱和皮芒古合并而成。